# Polska Plus
Polska Plus (Polska +) – polska centroprawicowa partia polityczna powstała z przekształcenia ruchu „Polska XXI”, założona 9 stycznia 2010, zarejestrowana przez Sąd Okręgowy w Warszawie 11 lutego 2010. 24 września 2010 ugrupowanie podjęło decyzję o wejściu w skład Prawa i Sprawiedliwości.

## Historia

### Polska XXI
Partia polityczna Polska Plus założona została 9 stycznia 2010 na bazie Ruchu Obywatelskiego „Polska XXI”, inicjatywy polityków skupionych wokół społeczno-politycznego portalu Polska XXI, powstałego 7 kwietnia 2008. Powołanie stowarzyszenia Ruch Obywatelski „Polska XXI”, związanego z portalem, ogłosił 27 września 2008 prezydent Wrocławia Rafał Dutkiewicz. 22 października tego samego roku posłowie należący do Ruchu utworzyli koło poselskie o nazwie „Polska XXI”, przekształcone 21 października 2009 w koło „Polska Plus”, wraz z przystąpieniem do niego trzech nowych posłów, w tym Ludwika Dorna, który został jego przewodniczącym.

### Działalność partii Polska Plus
Kongres założycielski partii Polska Plus zapowiedziany został początkowo na 12 grudnia 2009, jednak ze względu na śmierć posła ugrupowania Piotra Krzywickiego przesunięty został na 9 stycznia 2010. Do ugrupowania nie zostały wcielone automatycznie stowarzyszenia lokalne, będące odłamami ruchu „Polska XXI”, lecz ich członkowie wstępowali do partii odrębnie. Do Polski Plus nie przystąpił m.in. Rafał Dutkiewicz. Na kongresie założycielskim wybrano tymczasowy 28-osobowy zarząd ugrupowania na czele z Jerzym Polaczkiem. 13 dni później na rzecznika partii oraz koła został wybrany Jarosław Sellin.

#### Wybory prezydenckie w 2010
13 marca 2010 kandydatem ugrupowania w wyborach prezydenckich w tym samym roku ogłoszony został Ludwik Dorn, jednak 20 kwietnia partia ogłosiła wycofanie jego kandydatury ze względu na przyspieszenie wyborów w związku z katastrofą lotniczą, w której zginął prezydent Lech Kaczyński.
8 maja 2010 władze partii podjęły oficjalnie decyzję o poparciu Jarosława Kaczyńskiego w wyborach prezydenckich. Sam Ludwik Dorn w proteście przeciw uchwale zarządu partii tego samego dnia zrezygnował z członkostwa w jej prezydium oraz szefowania kołu parlamentarnemu, a tydzień później wystąpił z partii i z jej koła, popierając kandydaturę Marka Jurka (poparła go także część partii związana z Marcinem Libickim, jednak działacze ci pozostali w ugrupowaniu).

#### Wybory uzupełniające do Senatu w 2010
Polska Plus wystawiła kandydata w wyborach uzupełniających do Senatu w 2010 w okręgu nr 15, zarządzonych w związku ze śmiercią senator PiS Janiny Fetlińskiej w katastrofie lotniczej w Smoleńsku. Był nim Tomasz Kałużyński, który uzyskał 50 111 głosów i zajął ostatnie, 3. miejsce, przegrywając z kandydatami PSL i PiS.

#### Nowe władze Koła Parlamentarnego
20 lipca 2010 nowym szefem Koła Parlamentarnego został Kazimierz Michał Ujazdowski, a wiceszefem Jan Filip Libicki.

#### Reintegracja z PiS
24 września 2010 podczas kongresu partii podjęto decyzję o zaniechaniu działalności Polski Plus i przystąpieniu jej członków do Prawa i Sprawiedliwości. Dzień później rada polityczna PiS zadecydowała o przyjęciu działaczy Polski Plus w szeregi partii. Członkami PiS nie zostali m.in. wiceprezes partii Marcin Libicki oraz dwóch posłów (Jan Filip Libicki i Jacek Tomczak). Politycy Polski Plus otrzymali 13 miejsc w Radzie Politycznej PiS (uzyskało je pięciu posłów ugrupowania, którzy przystąpili do PiS, a także Sebastian Filipek-Kaźmierczak, Kamil Jeziorski, Michał Jędrzejek, Wojciech Kinastowski, Ryszard Mirowski, Wojciech Starzyński, Witold Śmiałek i Marcin Zawadzki).
Część dawnych polityków Polski Plus związała się z utworzoną kilka tygodni później formacją Polska Jest Najważniejsza.
Sąd wykreślił Polskę Plus z ewidencji 12 lipca 2011.

## Program polityczny
Głównymi celami programowymi ugrupowania były: poszerzenie zakresu wolności gospodarczej, reformy sfery finansów publicznych, systemu emerytalnego i ochrony zdrowia, prowadzenie polityki prorodzinnej, a także inwestycja w edukację, kulturę i naukę w celu zwiększenia potencjału cywilizacyjnego państwa. Partia postulowała m.in. obniżenie stawek podatkowych (także zniesienie podatku dochodowego od emerytur), wprowadzenie systemu prezydenckiego, umocnienie demokracji bezpośredniej, powołanie Rady Strategicznego Rozwoju, ograniczenie lub likwidację pozyskiwania przez partie polityczne subwencji z budżetu państwa, wprowadzenie ordynacji większościowej, zmniejszenie liczby posłów i senatorów, oddzielenie kadencji Senatu od kadencji Sejmu i nadanie Senatowi wyłączności na powoływanie prezesów NBP oraz NIK, a także Rzecznika Praw Obywatelskich. Ugrupowanie opowiadało się również za prowadzeniem polityki wschodniej w ramach NATO i Unii Europejskiej oraz silną współpracą ze Stanami Zjednoczonymi. Partia sprzeciwiała się ideom, które nie respektują chrześcijańskiego dziedzictwa Europy.

## Struktura i działacze

### Zarząd (pod koniec działalności)
Prezes:
- Jerzy Polaczek

Wiceprezesi:
- Marcin Libicki
- Jarosław Sellin (rzecznik prasowy)

Sekretarz:
- Lucjan Karasiewicz

Skarbnik krajowy:
- Wojciech Starzyński

Przewodniczący Koła Parlamentarnego:
- Kazimierz Michał Ujazdowski

Pozostali członkowie zarządu:

Bogusław Bosak, Robert Choma, Jakub Czułba, Marcin Dobrzyński, Krzysztof Gnutek, Kamil Jeziorski, Cezary Kalinowski, Wojciech Kinastowski, Tomasz Kołodziej, Jan Filip Libicki, Ryszard Mirowski, Norbert Napieraj, Dariusz Olszewski, Tomasz Owsianik, Bernard Ptaszyński, Roman Szefler, Jacek Tomczak, Andrzej Walkowiak, Jarosław Zdrojkowski

### Koło Parlamentarne Polska Plus w Sejmie VI kadencji
Skład utworzonego 21 października 2009 (istniejącego niespełna rok) koła poselskiego:
- Ludwik Dorn (do 15 maja 2010, został posłem niezrzeszonym) – przewodniczący do 8 maja 2010
- Lucjan Karasiewicz
- Piotr Krzywicki (do 9 grudnia 2009, zmarł)
- Jan Filip Libicki – wiceprzewodniczący od 20 lipca 2010
- Jerzy Polaczek
- Jarosław Sellin
- Jacek Tomczak
- Kazimierz Michał Ujazdowski – przewodniczący od 20 lipca 2010
- Andrzej Walkowiak

Wszyscy posłowie Polski Plus zostali wybrani z list Prawa i Sprawiedliwości.